# Delosperma invalidum
Delosperma invalidum là một loài thực vật có hoa trong họ Phiên hạnh. Loài này được (N.E.Br.) H.E.K.Hartmann mô tả khoa học đầu tiên năm 2002 publ. 2001.